# Défense d'Azakh

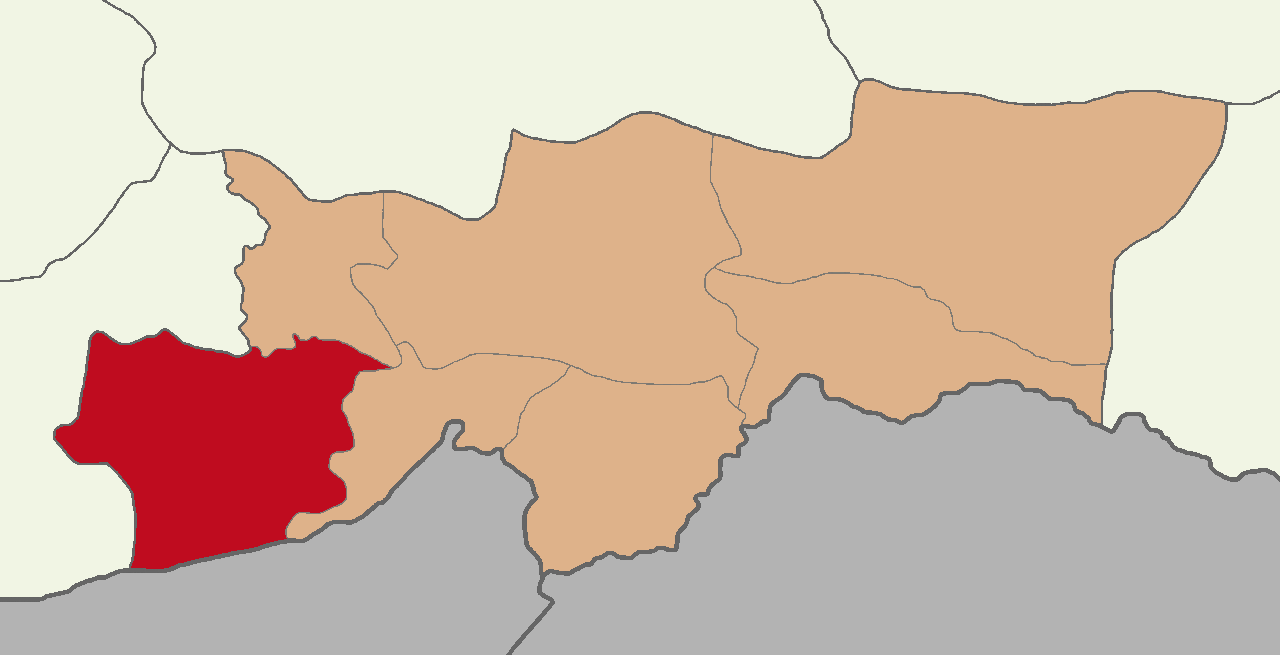
Localisation du quartier d'İdil

Le village d'Azakh (en syriaque : ܐܙܟ ) est l'une des rares poches de résistance restantes pendant le génocide assyrien que les autorités ottomanes ont appelé la « rébellion de Midyat » du nom de Midyat, la plus grande ville assyrienne du Tur Abdin.

## Contexte
Au début du XXe siècle, le village assyrien d'Azakh ne comptait qu'un millier d'habitants et était habité par des chrétiens syriaques orthodoxes et syriaques catholiques. Le maire du village et chef de la tribu des Amnokiye était Hanna Makdisi Amno. Le conflit a commencé lorsque des tribus kurdes et d'autres milices musulmanes locales ont commencé à attaquer et à détruire de petits villages assyriens à travers Tur Abdin tout au long de l'été 1915. La plupart des villages n'étaient pas préparés et tombèrent rapidement aux mains des pillards kurdes . Azakh a été encerclé à la mi-août.
En mai 1915, de nombreuses familles assyriennes des villages environnants ainsi que certains Arméniens cherchèrent à se protéger des massacres. En juillet, plus d'un millier de défenseurs déterminés s'étaient rassemblés dans le village d' Azakh . Les "Fédaïs de Jésus", ont été formés et des ouvrages de défense ont été construits. Le chef de l'Assemblée nationale d'Azakh qui a organisé la résistance s'appelle Işo Hanna Gabre, les autres membres comprennent : Tuma Abde Kette, Behnan Isko, Murad Hannoush, Andrawos Hanna Eliya, Yaqub Hanna Gabre et Behnam Aqrawi.
L'Empire ottoman était bien conscient qu'il agissait contre des populations qui n'étaient pas arméniennes. Dans les documents ottomans, les membres de l'Église d'Orient sont appelés "Nasturi", les membres de l'Église orthodoxe syriaque sont appelés "Süryani" et les membres de l'Église catholique chaldéenne sont appelés "Keldani". Malgré le fait connu que ces villages n'étaient pas associés aux rebelles arméniens, le ministre de l'Intérieur Talaat Pacha a exprimé des soupçons quant à la loyauté des "Nestoriens " assyriens en juillet 1914 et a envoyé un ordre d'expulsion pour expulser les Assyriens le long des frontières avec l'Iran dès le octobre 1914.
Alors que les Assyriens s'armaient et opposaient une résistance, Talaat Pacha envoya l'ordre de les chasser définitivement des monts Hakkari. Le ministre de la Guerre Enver Pacha a ordonné l'extermination d'Azakh en utilisant "la plus grande sévérité".

## Défense et combat
Azakh a été attaqué le 18 août. Cela a conduit à une contre-attaque du village dirigé par Andrawos Eliya, le fils du chef du village Hanna Eliya dans la nuit du 26 août, ils ont réussi à capturer et à détruire les positions stratégiques des Kurdes qui se sont retirés d'Azakh le 9 septembre après avoir subi de lourdes pertes. Cependant, les autorités civiles n'abandonnent pas leur campagne pour anéantir les chrétiens. L'affaire du conflit d'Azakh a ensuite été transmise aux autorités civiles et confiée aux militaires pour qu'ils s'en occupent. Le corps expéditionnaire allemand chargé d'infiltrer l'Iran dirigé par Ömer Naci Bey avec le contingent allemand était dirigé par Max Erwin von Scheubner-Richter . Ce corps expéditionnaire de 650 cavaliers et deux pièces d'artillerie de campagne a également été détourné vers Azakh alors qu'ils voyageaient dans la même direction, chargés de réprimer les rebelles faussement accusés de "massacrer cruellement le peuple musulman de la région".
Le 29 octobre 1915, Ömer Naci Bey demanda des renforts pour aider au siège.

Le contingent allemand a réagi négativement à cette décision car Scheubner-Richter n'a permis à aucune de ses forces allemandes de participer. Selon Paul Leverkuehn (son biographe) Scheubner-Richter n'était pas convaincu par les accusations turques, il n'était pas convaincu qu'il s'agissait d'une véritable rébellion. Ce sujet a été discuté par le maréchal général Colmar Freiherr von der Goltz et l'ambassadeur à Constantinople Konstantin von Neurath a consulté le chancelier Theobald von Bethmann-Hollweg sur la façon de réagir au ciblage des sujets chrétiens ottomans en Anatolie. Neurat a écrit :
La demande du maréchal a été provoquée par l'expédition contre un certain nombre de chrétiens de confession syriaque qui avait été planifiée depuis longtemps. Ils sont alliés aux Arméniens et se sont fortifiés en terrain difficile entre Mardin et Midyat pour échapper aux massacres organisés par le gouverneur de Diyarbakir.
Le général von der Goltz décide d'interdire toute implication militaire allemande dans le siège d'Azakh.
Le 7 novembre, l'armée ottomane commence son assaut frontal sur le village d'Azakh, l'assaut s'avère être un échec avec de lourdes pertes. Une attaque surprise contre le camp turc a eu lieu les 13 et 14 novembre. Un grand nombre de soldats et d'officiers ont été tués. Cela a conduit au chaos parmi les soldats turcs survivants dans le camp qui a conduit à leur fuite. Avec cette victoire, les fedayi Azakh ont réussi à capturer de grandes quantités d'armes modernes que les soldats turcs ont laissées derrière eux. Alors que le siège ottoman du petit village d'Azakh s'était transformé en fiasco militaire, les villageois endurcis ont opposé une résistance surprenante. Le 21 novembre, Ömer Naci Bey a commencé à négocier une trêve,.
Les chrétiens assyriens syriaques de Diyarbekir Vilayet ont fait une résistance significative. Leur position la plus forte était dans les villages d' Azakh, Iwardo et Basibrin,. Des combats ont également eu lieu à Midyat début juillet, avant de succomber avec de grandes pertes de vie. Les combats à Tur Abdin avaient commencé à la mi-juin. Des batailles ont également eu lieu à Basibrin (Haberli), Benebil (Bulbul), Beth-Debe, Hah, Hebob, Kerburan (Dergecit) et Zaz.

Pendant un mois, les tribus kurdes et les soldats turcs commandés par Ömer Naci Bey ont été incapables de maîtriser les villageois assyriens syriaques orthodoxes et syriaques catholiques qui ont été rejoints par des réfugiés arméniens et assyriens des villages environnants. Les chefs des fedaïs d'Azakh déclarent, :
Nous devons tous mourir un jour, ne mourons pas dans la honte et l'humiliation

## Conséquences
Après la fin de la Première Guerre mondiale et l'établissement de la République turque kémaliste, en 1927, les villageois d' Azakh ont décidé de remettre leurs armes au gouvernement turc après avoir été rassurés sur leur sécurité par l'État. Après le désarmement des villageois, des agents kémalistes ont assassiné et emprisonné des membres de l'Assemblée nationale d'Azakh tandis que les autres étaient pourchassés par les tribunaux de Diyarbakir.